# 1981 Мида
1981 Мида (енгл. 1981 Midas) је Аполо астероид са средњом удаљеношћу од Сунца која износи 1,775 астрономских јединица (АЈ).
Апсолутна магнитуда астероида је 15,5.